# Matías Lequi
Matías Emanuel Lequi (Rosario, 13 maggio 1981) è un ex calciatore argentino, di ruolo difensore.

## Carriera
Lequi iniziò la sua carriera nelle giovanili della squadra della sua città natale, il Rosario Central, e giocando nelle varie nazionali giovanili del suo paese. In seguito firmò per il River Plate, con il quale vinse due tornei Clausura consecutivi. Nel 2003 si trasferì in Europa, firmando per l'Atlético Madrid.  Debuttò nella Liga spagnola il 31 agosto, in una partita persa per 1-0 contro il Siviglia, saltando soltanto quattro partite nel corso della stagione.
Successivamente si trasferì in Italia, alla Lazio, dove, nonostante l'entusiasmo suscitato dal suo arrivo, rimase solo una stagione, passando praticamente inosservato. Nel 2005 venne quindi ceduto in prestito al Celta Vigo appena promosso dalla Segunda División. Durante la stagione segnò due reti: una al Real Madrid in una sconfitta per 2-1 e una proprio all'Atlético Madrid in una vittoria per 3-0.
Visto il suo buon rendimento, durante la sessione estiva del calciomercato il Celta Vigo riscattò Lequi e gli offrì un contratto di quattro anni. Tuttavia il Celta Vigo  alla fine della stagione retrocesse. Nell'agosto del 2008, con la squadra ancora in Segunda División, il contratto di Lequi venne annullato.
Rimasto svincolato, nei mesi successivi Lequi continuò ad allenarsi da solo. Nel calciomercato estivo del 2009 passò ai greci dell'Iraklis.
Il 20 gennaio 2011 viene acquistato dagli spagnoli del Las Palmas. In giugno di 2011 ha deciso ritornare alla sua prima squadra, Rosario Central, per aiutare al suo ritorno alla prima divisione.
Nell'estate del 2012 si trasferisce all'All Boys, dove rimane fino al 2014, per poi intraprendere esperienze con Sportivo Luqueño, Aldosivi e Sarmiento.

## Palmarès

### Club

#### Competizioni nazionali
- Campionato argentino: 2

River Plate: Clausura 2002, Clausura 2003